# Чарльз Гаттон
Чарльз Гаттон (14 серпня 1737 — 27 січня 1823) — англійський математик і геодезист. Він був професором математики в Королівській військовій академії в Вулвічі з 1773 по 1807 рік. Він відомий своїм розрахунком густини речовини Землі на основі вимірювань Невіла Маскеліна, зібраних під час експерименту Шигалліона.
Член Лондонського королівського товариства.

## Основні праці
- A mathematical and philosophical dictionary Vol. I London: Printed by J. Davis for J. Johnson and G. G. and J. Robinson 1795 at Internet Archive
- A mathematical and philosophical dictionary Vol. II London: Printed by J. Davis for J. Johnson and G. G. and J. Robinson 1795 at Internet Archive
- A mathematical and philosophical dictionary Vols. I and II London: Printed by J. Davis for J. Johnson and G. G. and J. Robinson 1795 at the Archimedes Project
- A mathematical and philosophical dictionary Vol. I London, Printed for the author [etc.] 1815 at Internet Archive
- A mathematical and philosophical dictionary Vol. II London, Printed for the author [etc.] 1815 at Google Books
- Charles Hutton Tracts on Mathematical and Philosophical Subjects (F. & C. Rivington, London, 1812)
- Charles Hutton A Course of Mathematics For the Use of Academies… (volume 1) (Campbell & sons, New York, 1825)
- Charles Hutton A Course of Mathematics For the Use of Academies… (volume 2) (Dean, New York, 1831)
- Charles Hutton A Treatise on Mensuration both in Theory and in practice (Newcastle upon Tyne, 1770)
- Charles Hutton Mathematical tables (F. & C. Rivington, London, 1811)

## Інтернет-ресурси
- Джон Дж. О'Коннор та Едмунд Ф. Робертсон. Чарльз Гаттон в архіві MacTutor (англ.)
- The Correspondence of Charles Hutton in EMLO